# Waldemar Pawłowski
Waldemar Pawłowski (ur. 1 września 1948 w Ostrołęce) – polski polityk, urzędnik samorządowy, poseł na Sejm III kadencji.

## Życiorys
Ukończył w 1977 studia na Wydziale Nauk Humanistycznych Katolickiego Uniwersytetu Lubelskiego. Był posłem na Sejm III kadencji z ramienia Akcji Wyborczej Solidarność. Należał do Stronnictwa Demokracji Polskiej, następnie związał się ze Zjednoczeniem Chrześcijańsko-Narodowym. W 2001 ubiegał się o reelekcję jako członek Ruchu Społecznego AWS. Potem był wiceprezesem działającej w latach 2003–2005 Republikańskiej Partii Społecznej. Około 10 lat później był białostockim pełnomocnikiem Polski Razem Jarosława Gowina.
Od 2002 zatrudniony w urzędzie miejskim w Białymstoku (m.in. na stanowisku zastępcy dyrektora departamentu).